# War (sång)
War är en soullåt skriven av Norman Whitfield och Barrett Strong för Motown 1969. Låten är en protestsång mot Vietnamkriget och hamnade på förstaplatsen på Billboard Hot 100 i Edwin Starrs version. 
1970 släpptes Edwin Starrs inspelning av låten "War". Från början var låten inspelad av The Temptations och finns med som spår på deras album Psychedelic Shack. Låten spelades i radio men Motown ville inte lansera en så politiskt laddad låt med en av deras populäraste grupper, så producenten Norman Whitfield spelade istället in låten med Starr och gav ut den som singel. Efter den stora framgången med "War" gavs en singel med liknande tema ut, "Stop the War Now" men denna blev inte lika framgångsrik.
1984 gjorde Frankie Goes to Hollywood en cover på låten på albumet Welcome to the Pleasuredome. Bruce Springsteen gjorde 1986 en cover som släpptes på albumet Live 1975–85.

## Listplaceringar
| Lista (1970)   | Position         |
| -------------- | ---------------- |
| Australien     | 29 (Go Set)      |
| Flandern       | 16               |
| Frankrike      | 60               |
| Irland         | 5                |
| Kanada         | 1                |
| Nederländerna  | 14               |
| Norge          | 9 (VG-lista)     |
| Nya Zeeland    | 15 (NZ Listner)  |
| Storbritannien | 3                |
| Sverige        | 2 (Kvällstoppen) |
| Sverige        | 4 (Tio i topp)   |
| USA            | 1                |
| Vallonien      | 29               |
| Västtyskland   | 9                |